# Ardent Records
Ardent Records es una compañía discográfica estadounidense con sede en Memphis Tennessee fundada por Dana Soctt Key en 1959. 
Ardent se centró entre los años 1960 y 1970 en la producción de música pop. Big Star fue la banda más importante que representó la compañía en esta época. Sus dos primeros álbumes, lanzados en 1972 y 1974, ayudaron a definir el estilo conocido como power pop. 
Pronto el sello se convirtió en un intento por parte de los directivos de Stax para promocionar y distribuir música rock, aunque problemas relacionados con la distribución dificultaron su cometido.
La compañía llegó a la década de 1990 con la incorporación de dos divisiones, una de música alternativa y la otra de música cristiana. La compañía se centró desde entonces en sus primeras grabaciones de música cristiana contemporánea. Entre sus proyectos actuales están Big Tent Revival, Skillet y Smalltown. 

## Artistas y bandas

### Actuales
- Todd Agnew
- Jonah33
- NonFiction
- Skillet
- Joy Whitlock

### Recientes
- All Together Separate
- Before You Breathe
- Big Tent Revival
- Brother's Keeper
- Clear
- Justifide
- Smalltown Poets
- Satellite Soul
- Steve Wiggins

### Históricos
- The Avengers
- Chris Bell
- Big Star
- Cargoe
- Alex Chilton
- The Eric Gales Band
- The Goatdancers
- The Hot Dogs
- The Idlewilds
- Jolene
- Lawson and Four More
- The Ole Miss Downbeats
- Neighborhood Texture Jam
- Retrospect
- Brian Alexander Robertson
- The Robins
- Spot
- Techno-Squid Eats Parliament
- Tora Tora
- Two Minutes Hate

Por los estudios también han pasado Bob Dylan, Led Zeppelin, Isaac Hayes, B.B. King, R.E.M., Stevie Ray Vaughan, The Replacements, The White Stripes, Cat Power y M.I.A..
- Datos: Q639027
- Multimedia: Ardent Studios / Q639027